# Brigitte Horney
Pour les articles homonymes, voir Horney.
Brigitte Horney, née le 29 mars 1911 à Berlin et morte le 27 juillet 1988 à Hambourg, est une actrice de cinéma.

## Biographie
Brigitte Horney est la fille de l'industriel Oscar Horne et de la psychanalyste Karen Horney.
Elle suit des cours d’art dramatique au prestigieux Deutsches Theater de Max Reinhardt.
En 1930, elle est engagée pour le film Adieux, réalisé par Robert Siodmak sur un scénario de Billy Wilder.
Entre 1938 et 1941, elle tourne plusieurs films avec l'acteur allemand Joachim Gottschalk. Elle sera une des rares à enfreindre l'ordre de la Gestapo de rester à l'écart des funérailles qui suivirent le suicide collectif de la famille Gottschalk.

## Filmographie

### Années 1930
- 1930 : Adieux (Abschied / So sind die menschen) de Robert Siodmak
- 1930 : Raspoutine (Raspoutin, Der dämon der frauen) d'Adolf Trotz
- 1931 : Fra Diavolo (Schön ist die liebe / Haß und liebe) de Mario Bonnard
- 1933 : Heideschulmeister Uwe Karsten de Carl Heinz Wolff
- 1933 : Le Roi du Mont Blanc (Der König des Mont Blanc) d'Arnold Fanck
- 1934 : Le Diable en bouteille de Raoul Ploquin -  Liebe, tod und teufel de Heinz Hilpert et Reinhart Steinbicker avec Käthe von Nagy
- 1934 : Der Ewige traum de Arnold Fanck - Rêve éternel de Henri Chomette
- 1934 : Ein Mann will nach Deutschland (Ein mann will in die heimat) de Paul Wegener
- 1935 : Blutsbrüder (Bosniaken) de Hans Hübler-Kahla
- 1935 : Le Domino vert de Henri Decoin - Der Grüne domino de Herbert Selpin
- 1936 : Savoy-Hotel 217 (Mord im Savoy) de Gustav Ucicky
- 1936 : Stadt Anatol de Victor Tourjansky
- 1936 : The house of the spaniard de Reginald Denham
- 1937 : Secret Lives (I married a spy) d'Edmond T. Gréville
- 1937 : La Passerelle aux chats (Der Katzensteg) de Fritz Peter Buch
- 1938 : Verklungene melodie de Victor Tourjansky
- 1938 : Revolutionshochzeit de Hans H. Zerlett
- 1938 : Toi et moi (Du und ich) de Wolfgang Liebeneiner
- 1938 : Anna Favetti de Erich Waschneck
- 1938 : Ziel in den Wolken de Wolfgang Liebeneiner
- 1939 : Aufruhr in Damaskus de Gustav Ucicky
- 1939 : Les Mains libres (Befreite hände) de Hans Schweikart
- 1939 : Der gouverneur de Victor Tourjansky
- 1939 : Une femme comme toi (Eine frau wie du) de Victor Tourjansky avec Joachim Gottschalk

### Années 1940
- 1940 : Les Frontaliers (Feinde) de Victor Tourjansky
- 1940 : La Tempête (Das Mädchen von Fanö) de Hans Schweikart
- 1941 : Illusion de Victor Tourjanski
- 1942 : Geliebte welt de Emil Burri
- 1943 : Les Aventures fantastiques du baron Munchhausen de Josef von Báky
- 1943 : Am ende der welt de Gustav Ucicky
- 1948 : Die Frau am wege de Eduard von Borsody
- 1949 : Verspieltes Leben de Kurt Meisel

### Années 1950
- 1950 : Melodie des Schicksals de Hans Schweikart
- 1953 : Tant que tu m'aimeras / Tant que tu seras là (Solange du da bist) de Harald Braun
- 1954 : Le Dernier Été (Der Letzte sommer) de Harald Braun
- 1954 : Prison d'amour (Gefangene der Liebe) de Rudolf Jugert
- 1957 : Der gläserne Turm (de) de Harald Baum
- 1959 : À l'ombre de l'étoile rouge / C'est arrivé le 31-1-1945 ! (Nacht fiel über gotenhafen) de Frank Wisbar

### Années 1960
- 1960 : L'Héritage de Björndal (Das Erbe von Björndal) de Gustav Ucicky
- 1961 : L'Appel des oies sauvages (Ruf der Wildgänse) de Hans Heinrich (de)
- 1963 : Le Grand Retour (Miracle of the white stallions / Flight of the white stallions) d'Arthur Hiller
- 1965 : Neues vom Hexer d'Alfred Vohrer
- 1965 : Ich suche einen Mann d'Alfred Weidenmann
- 1966 : La Planque (The Trygon Factor) de Cyril Frankel

### Années 1980
- 1980 : Charlotte (Charlotte S.) de Frans Weisz
- 1983 : Bella Donna de Peter Keglevic

## Télévision
- 1977 : Brigitte Horney, de Krzysztof Zanussi (documentaire)
- 1977: Derrick: Eine Nacht im Oktober (Une nuit d'octobre): la mère de Lechner
- 1978 : Haus der Frauen (pl) de Krzysztof Zanussi
- 1978 : Heidi (série télé) : Grand-Mère Sesemann
- 1980: Derrick: Die Entscheidung (La décision): Ina Hauff
- 1987-1989 : Les Guldenburg (de) (Das Erbe der Guldenburgs) (série télé) : Hertha von Guldenburg